# Bologuine ibne Ziri
Bologuine/Boloquine ibne Ziri (em árabe: لقين بن زيري; romaniz.: Bulukīn ibn Ziri) foi primeiro emir do Reino Zírida da Ifríquia e Magrebe Central. Foi o segundo membro da dinastia zírida fundada por seu pai, Ziri ibne Manade.

## Vida

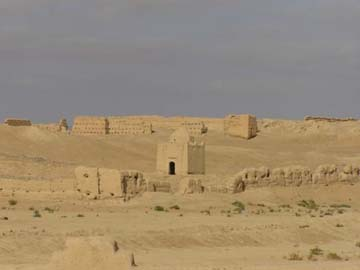
Ruínas de Sijilmassa

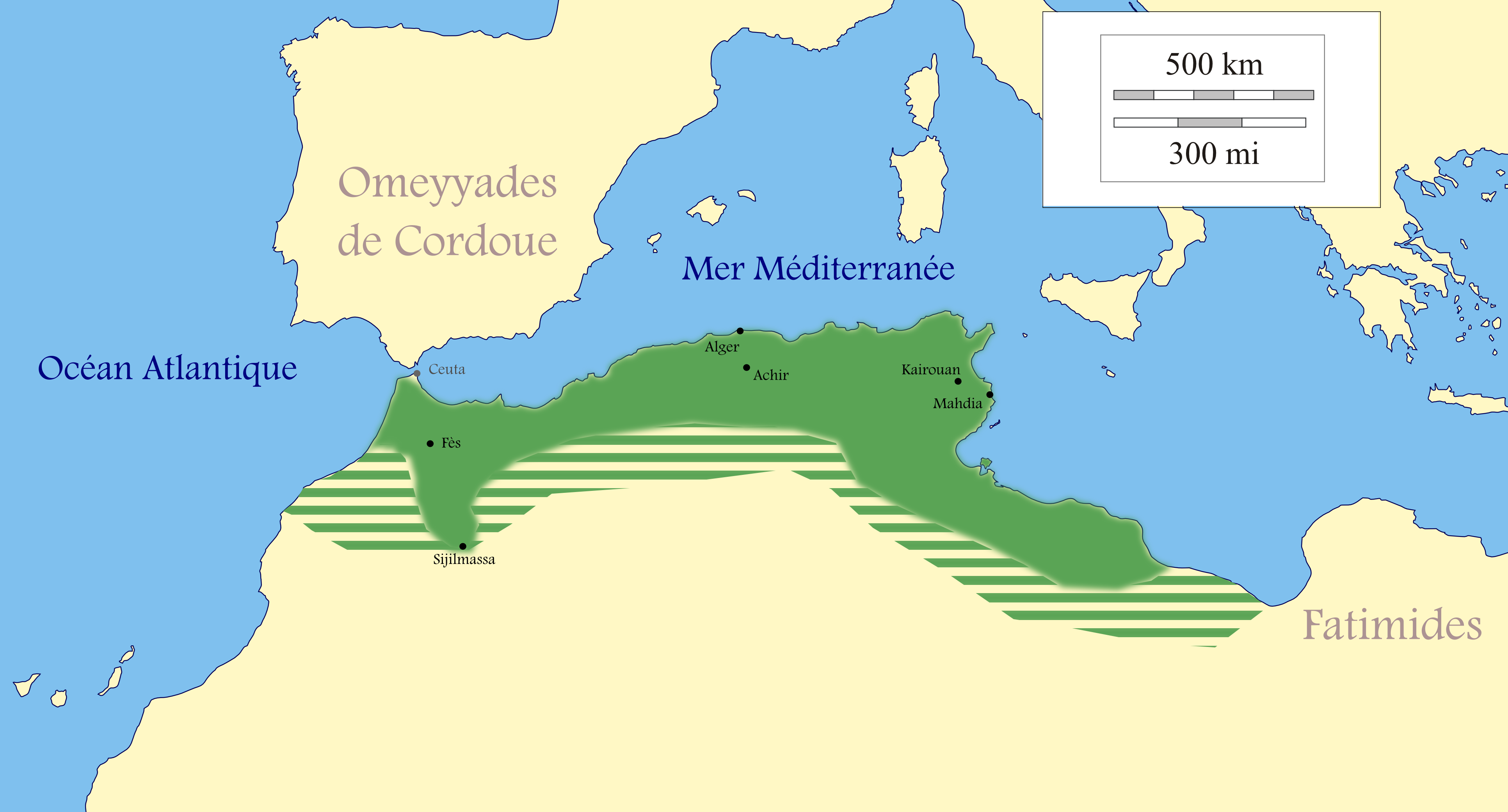
Reino Zírida em sua máxima extensão ca. 980

Bologuine era filho de Ziri, fundador epônimo dos zíridas, irmão de Zaui e Macsane e pai de Almançor e Hamade. No reinado do califa Almuiz (r. 953–975), Ziri e Bologuine tiveram alguns sucessos contra os magrauas, que eram pró-omíadas de Córdova. Em 971, Ziri (ou Bologuine) recebeu a missão de parar os magrauas, que estavam se expandindo à Ifríquia. Com poderoso exército, lutou em 15 de fevereiro, talvez em Tremecém, e derrotou o líder Maomé, que se suicidou. Em julho, Ziri foi abatido em combate por Alcair. Como vingança, Bologuine incursionou em outubro, seguindo-os pelo interior do Magrebe Ocidental até a cidade de Sijilmassa, onde prendeu e matou Alcair ibne Maomé. O avanço foi facilitado por ser tempo de lavoura e semeadura e porque os zenetas (aos quais os magrauas pertenciam) estavam voltando as suas terras e teve como consequência a revolta do califa Haçane II (r. 954–974) contra os omíadas em 972.
Antes de partir ao recém-conquistado Egito, e em reconhecimento por sua lealdade, Almuiz nomeou-o governador da Ifríquia e terras ocidentais que tomasse dos zenetas. Após a captura de Sijilmassa por Cazerune ibne Fulful (976–977), chefe magraua cliente dos omíadas, Bologuine decidiu incursionar no Magrebe Ocidental para restaurar a zona de influência do califa. O momento exato da campanha é incerto, mas ocorreu entre 978 e 980. No comando de 6 000 ginetes, desbaratou as forças zenetas favoráveis aos omíadas, cujos chefes se refugiaram em Ceuta — uma praça sob controle dos omíadas. Em seu avanço, tomou Sijilmassa, Fez e Baçorá, onde destruiu as fortificações e expulsou seu governante Iáia ibne Ali ibne Hamdune; depois refortificaria Baçorá. Ao se aproximar de Ceuta, o hájibe cordovês Almançor reforçou as defesas e enviou uma frota omíada, convencendo Bologuine a se retirar. Apesar de desistir de cercar a cidade, continuou hostilizando as tribos zenetas até sua morte. Em sua luta, foi ajudado pelos huaras (ramo dos branês), nefusas (ramo dos zenetas) e mazatas.
De acordo com a tradição fundou e/ou embelezou Miliana, Medea e Argel, esta última edificada em 960 sobre as ruínas de Icósio.  Além disso, o califa Alaziz (r. 975–996) lhe cedeu a Tripolitânia (as cidades de Trípoli, Agedábia e Sirte) em 977/979 e os títulos de Abul Futu (Pai das Vitórias) e Ceife Adaulá (Espada da Dinastia). Em sua morte, ocorrida em 25 de maio de 984 quando se dirigia a Sijilmassa para expulsar Cazerune, foi sucedido por seu filho Almançor; noutra reconstrução, que também aceita a data de sua morte, morreu quando voltava para Achir, capital do Reino Zírida. Além de seu sucessor Almançor, deixou outros 3 filhos: Hamade, Ituefete e Ibraim.